# Podocnemis sextuberculata
La tortuga de río amazónica o  cupiso (Podocnemis sextuberculata) es una especie de tortuga perteneciente a la familia Podocnemididae, que habita en América del Sur.

## Distribución
Esta especie es orginaria de América del Sur. Su distribución se restringe a la cuenca amazónica del sur de Colombia, noreste del Perú y norte de Brasil.

## Descripción
Es una de las especies más pequeñas del género Podocnemis. Las hembras adultas son más grandes que los machos; es estas el tamaño del caparazón alcanza un largo y ancho máximos de 31 y 27 cm, y pueden tener un peso de entre 1,8 y 3,2 kg. El caparazón tiene un color que varia entre el gris y el marrón.

## Características
Esta tortuga tiene hábitos semiacuáticos. En época de desove las hembras excavan sus nidos en los bancos de arena, que tienen profundidades entre los 16 y 28 cm. Ponen entre 6 y 25 huevos, los cuales miden entre 2 y 5,8 cm de largo; y entre 1,5 y 3,9 cm de ancho; con un peso de 9,5 a 39 g y la incubación toma de 48 a 64 días. Las tortugas recién nacidas tienen caparazones de entre 3,2 a 5,2 cm de largo y pesan entre 8,5 y 24 g.

## Conservación y amenazas
Desde 1996, está catalogada en la Lista Roja de la UICN como especie vulnerable VU y en el anexo II del CITES.
Los nidos pueden ser saqueados por el lagarto overo (Tupinambis teguixin) y estos también, en algunos lugares, pueden ser infestados por larvas de las mosca y probablemente otros insectos hasta el punto de matar a los embriones.
En la región, los humanos recogen los huevos de esta tortuga para comer. Las hembras que salen a tierra a desovar son atrapadas y los adultos también son capturados en los ríos. También forman parte de la dieta de los delfines rosados.